# Bănești (Prahova)
Bănești es una comuna ubicada en el distrito de Prahova, Rumania.

## Superficie
Posee una superficie de 21,56 kilómetros cuadrados.

## Demografía
Hasta 2021 la población era de 5426 habitantes, con una densidad de población de 251,7 habitantes por kilómetro cuadrado.